# 小行星8374
小行星8374（8374 Horohata）是一颗围绕太阳公转的小行星。1992年1月10日，大友哲在藤枝市发现了此天体。
該小行星以每年舉辦石川町星光祭的母衣旗命名。該地名源自有關源義家的傳說，也是母畑温泉一詞的由來。
这颗小行星的绝对星等为298.1916745717718等。